# Erigorgus concavus
Erigorgus concavus là một loài tò vò trong họ Ichneumonidae.